# 神探大戰
《神探大戰》（英語：Detective vs Sleuths）是2022年香港驚悚犯罪動作片，由韋家輝編導，黃偉亮任動作導演，劉青雲、蔡卓妍及林峯領銜主演；譚凱、陳家樂、湯怡及何珮瑜主演；李若彤特別演出。迪士尼已購入本片版權，並於2023年1月21日晚上9:30在台灣、香港Disney+獨家串流上線。迪士尼傳媒集團旗下衛視電影台(香港)亦於2023年1月21日晚上9:30獨家首播。获得第41届香港电影金像奖最佳导演、编剧、男主角和摄影四个奖项。
電影公司2023年4月27日舉行慶功宴，並宣布開拍《神探大戰2》。

## 劇情
香港发生连环命案，死者都是悬案疑凶，凶手自封“神探”。患上精神病的“前神探”李俊自荐破案，协助重案组“神探”陳仪及方礼信夫妻办案，案情谜团使三人互相猜忌，真相未明，正邪難辨。
電影中主要真實事件、人物和劇集
雖然劇情與現實社會議題沒有直接關係，但是不少情節都是根據現實中發生過的事件加以改編。
- 林過雲+陳彥霖死亡事件（雨夜屠夫案+荃錦浮屍案）
- 徐步高槍擊案（魔警案）
- 白沙村姦殺女童藏屍案（元朗屠夫案）
- 秀茂坪童黨燒屍案（長沙灣燒屍案）
- 康怡花園烹夫案（香港仔避風塘烹屍案）
- 周梓樂墮樓事件（油麻地飛屍案）

## 演員
| 演员                      | 角色   | 备注 |
| ------------------------- | ------ | --- |
| 劉青雲                    | 李俊   | 真正的神探 警隊前神探，前O記總督察 自稱「懸案及冤案調查科」警員 黃欣之前同事 張琳之父，與其不和，後和好 结局时担任O记侦缉顾问 |
| 蔡卓妍                    | 陳仪   | 屠夫案受害者兼幸存者 西九重案組高级督察 片头魔警案时，担任冲锋车便衣警员 也是方禮信的太太，二人感情好，是警隊中頗為出名的「神探夫婦」，寶寶也即將出世。 李俊對警隊來說是個麻煩，更有不少人認為李俊極有嫌疑，只有陳儀對李俊表現好奇。她確信李俊有破案能力，便用盡方法保護李俊，與他一起追查事件真相，后为方礼信产下一子，最后在得知所有事情真相后果断开枪射杀了方礼信，于结局中调升O记总督察。                                                    |
| 林峯                      | 方禮信 | 本片終極大反派 屠夫案及魔警案的真凶 O記總督察 片头时先后任职军装警员和重案组見習督察，個性較為踏實沉著，擅於思考，有領導才能 只要方禮信在場，軍心自然會穩定下來。對臨盆在即的妻子陳儀愛護有加，警隊上上下下無人不曉。 但當妻子開始相信李俊，他感到難以想像；平日的沉著漸漸褪去，換來的是躁動不安。 实为「神探」集團之幕后首脑，带领「神探」集團重创飞虎队，杀害杨丽、齐家柱及张琳，最终被陈仪射杀身亡。 人物影射元朗屠夫唐永強及魔警徐步高等人。 |
| 李若彤                    | 黃欣   | O记总警司 李俊之前同僚 歐陽劍、方禮信、陳仪之上司 被方禮信誤導以為李俊是幕後主腦，最后在欧阳剑的转述下得知事情真相。 |
| 谭凯 （粵語配音：鄭保瑞） | 歐陽劍 | O記警司 片头时为重案组高级督察，李俊之調查對象 在一次行動中被與「神探」集團裡應外合的齊家柱和楊麗挾持而去 再在「神探」集團囚禁並於被威脅下承認自己是屠夫案及魔警案的真凶 後被李俊及陳儀救出 欲乘坐快艇逃走時被「神探」集團射爆遊艇後，跳艇逃生遊泳至岸上向黃欣講出事實真相 |
| 陳家樂                    | 齊家柱 | O記高级督察 秦志滔之子 楊麗之男友 亦是方禮信的徒弟，因此對方禮信的所有命令均言聽計從，為他打拼。 实为「神探」集團成员，最后被飞虎队射伤后再被方礼信射杀 |
| 林靖文（童年）            | 楊麗   | O記高级督察 佘強之女 齊家柱之女友 方禮信的下屬。早年喪父，從小到大也受到方禮信照顧，因此她很早已立志要入警隊，為方禮信效力，彼此之間擁有十分牢固的信任感。 实为「神探」集團成员，最后被飞虎队射伤后再被方礼信射殺 |
| 湯怡（成年）              | 楊麗   | O記高级督察 佘強之女 齊家柱之女友 方禮信的下屬。早年喪父，從小到大也受到方禮信照顧，因此她很早已立志要入警隊，為方禮信效力，彼此之間擁有十分牢固的信任感。 实为「神探」集團成员，最后被飞虎队射伤后再被方礼信射殺 |
| 梁紫希（童年）            | 張琳   | 李俊之女，與其不和，後和好 本姓李，後改為母姓張 「神探」集團之行動指揮，後來背叛集團 最後於船上被方禮信射殺 |
| 鍾栩盈（青年）            | 張琳   | 李俊之女，與其不和，後和好 本姓李，後改為母姓張 「神探」集團之行動指揮，後來背叛集團 最後於船上被方禮信射殺 |
| 何珮瑜（成年）            | 張琳   | 李俊之女，與其不和，後和好 本姓李，後改為母姓張 「神探」集團之行動指揮，後來背叛集團 最後於船上被方禮信射殺 |
| 吳浩康                    | 秦志滔 | 魔警案之死者 齊家柱之父 原為荃灣警區警員冲锋队车长，魔警案发生时正值休班，被方禮信挾持殺害兩名警員並用作擋鎗，再被方禮信射殺 後被插贓為魔警案的真凶 角色影射：魔警徐步高 |
| 洪天明                    | 佘強   | 屠夫案之死者 楊麗之父 被方禮信插贓為屠夫案的疑兇 在與警方對峙中被歐陽劍擊斃 角色影射：元朗屠夫唐永強 |
| 車婉婉                    | 漁婆   | 香港仔避風塘烹屍案真兇之一 現於油麻地為駁艇艇家 被「神探」集團之成員斬死並烹殺 |
| 斌子 （粵語配音：阮德鏘） | 光頭   | 香港仔避風塘烹屍案真兇之一 現居住於屯門三聖邨 後欲逃往內地時避難時，被「神探」集團之成員追殺，並被抛往蠟青但獲救。 |
|                           | 夏泽信 | 魔警案时担任警务处处长，出席魔警案记者发布会 |
|                           | 刘健宏 | 魔警案时担任O記总警司，出席魔警案记者发布会 |
| 廖家爵                    | 麻爵   | 「神探」集团之成员 最后全部被飞虎队射死及牺牲自己以手榴弹炸死 |
| 張文傑                    | 张仁杰 | 「神探」集团之成员 最后全部被飞虎队射死及牺牲自己以手榴弹炸死 |
| 胡子彤                    | 曾卓彤 | 「神探」集团之成员 最后全部被飞虎队射死及牺牲自己以手榴弹炸死 |
| 馬志威                    | 马梓威 | 「神探」集团之成员 最后全部被飞虎队射死及牺牲自己以手榴弹炸死 |
| 灰熊                      | 黑熊   | 「神探」集团之成员 最后全部被飞虎队射死及牺牲自己以手榴弹炸死 |
| 曹俊                      | 大虎   | 油麻地飛屍案真兇 黑社會社團「和義興」成員，「義興三虎」之一 被「神探」集團之成員拋下樓身亡。 |
| 魏炳樺                    | 二虎   | 油麻地飛屍案真兇 黑社會社團「和義興」成員，「義興三虎」之一 被「神探」集團之成員拋下樓身亡。 |
| 郭野                      | 三虎   | 油麻地飛屍案真兇 黑社會社團「和義興」成員，「義興三虎」之一 被「神探」集團之成員拋下樓身亡。 |
| 李菁 （粵語配音：龍天生） | 樓覺魂 | 雨夜屠夫案真兇 多年前患柏金遜症，現時入住療養院 被「神探」集團之成員殺死，其遺體上半部分被棄於荃灣西，下半部分被棄於泥涌 角色影射:林過雲 |
| 周祉君                    |        | OCTB 探员 |
| 陳志健                    | 郑启铭 | 警员，于魔警案被方礼信射杀 |
| 董敬文                    | 梁哲   | 警员，于魔警案被方礼信射杀 |
| 郭漢柱                    | 怪物   | 只於李俊眼中出現，也是方礼信之真形 |

## 製作
2018月8月正式開鏡拍攝，是韋家輝繼2009年執導《再生號》後再執導筒。影片於2019年4月正式進入後期製作，並於2022年初披露首條預告片，預定於年內上映。
韋家輝親解與杜琪峯2007年合導的《神探》並無延續，「《神探》是斯文、內斂一點的戲，較多內心描寫，比較文藝。《神探大戰》試圖用動作包裝故事，內裡的人物線完全無關連，甚至『神探』所指的意思也不同，2007年的《神探》有雙重意義，講述青雲是一個很棒的神探，同時又是一個『神神哋』的神探；但《神探大戰》的『神探』則代表了一班在香港社會內，做了一些非法行為，再以私刑去跟進一些懸案，將一些人殺掉的一群人的代號。」
蔡卓妍演的是一個孕婦，要面對跳海、飆車、滾樓梯、甚至乎出現保鮮紙包頭的危險場面，她都質疑肚子這麼大，這些活動孕婦做得來嗎？這個孕婦會不會太神了？導演韋家輝告訴她面對的事情跟生命有關，不做的話會死，為了保護肚子的孩子，媽媽什麼都能做出來。阿Sa聽完後醍醐灌頂：「立刻就勇敢做這些事了。」 
楊受成透露《神》片由交劇本到国家电影局，去到獲批上映，差不多3年，期間他還曾親自率領一行5人與局長等見面，對方解釋因劇本內容，包含了很多內地電影局不准拍的元素，電影歷經多次剪接修改後方能順利上映。

## 發行
2022月3月電影公開全新海報，劉青雲蓄鬍子以已故「九龍皇帝」造型亮相，背後寫上一堆「破案關鍵」，海報在設計時特意隱藏了幾部韋家輝與劉青雲合作過的電影及劇集名，分別是《大時代》、《畫出彩虹》、《再生號》、《非常突然》、《鬼馬狂想曲》及《嚦咕嚦咕新年財》。
《神探大戰》由英皇電影發行，2022年3月1日宣布該片將於4月2日在中國大陸率先上映。
由於中國大陸疫情反覆，在嚴格執行間離措施下，全國營業的戲院不足5成，《神探大戰》宣佈映期押後，新檔期擇日公佈。隨後敲定2022年7月8日上映，並於7月2日至3日開啟超前點映。香港於2022年6月22日推出預告片，2022年7月16日優先場，並宣佈2022年7月21日上映。

### 票房
《神探大战》次周揽2.39亿夺冠，中國大陸上映10天累计近4亿人民幣，最终成绩7.12亿。
香港票房為1622萬港元。
馬來西亞11天收270万令吉，成2022大马中文片票房冠军，累積票房430万令吉，打破近五年港片票房紀錄。
台灣8月19日上映後，開出全台近200萬的成績，成為疫情之後開票成績最出色的香港電影。
| 上一届： 《人生大事》 | 2022年中国内地一周票房冠军 第28-29週 | 下一届： 《独行月球》 |

## 奬項
| 年份 | 颁奖典礼                       | 奖项               | 入圍者                       | 结果 |
| ---- | ------------------------------ | ------------------ | ---------------------------- | ---- |
| 2022 | 第十四屆澳門國際電影節         | 最佳導演           | 韋家輝                       | 提名 |
| 2022 | 第十四屆澳門國際電影節         | 最佳男主角         | 劉青雲                       | 提名 |
| 2022 | 第十四屆澳門國際電影節         | 最佳男配角         | 林峯                         | 提名 |
| 2022 | 第十四屆澳門國際電影節         | 最佳女配角         | 湯怡                         | 提名 |
| 2022 | 第十四屆澳門國際電影節         | 最佳攝影           | 鄭兆強                       | 提名 |
| 2023 | 第29屆香港電影評論學會大獎     | 最佳電影           | 《神探大戰》                 | 提名 |
| 2023 | 第29屆香港電影評論學會大獎     | 最佳導演           | 韋家輝                       | 獲獎 |
| 2023 | 第29屆香港電影評論學會大獎     | 最佳編劇           | 韋家輝、陳偉斌、麥天樞       | 獲獎 |
| 2023 | 第29屆香港電影評論學會大獎     | 最佳男演員         | 劉青雲                       | 提名 |
| 2023 | 第29屆香港電影評論學會大獎     | 推薦電影           | 《神探大戰》                 | 獲獎 |
| 2023 | 2022年度香港電影編劇家協會大獎 | 年度最佳電影角色獎 | 劉青雲                       | 獲獎 |
| 2023 | 2022年度香港電影導演會年度大獎 | 最佳導演           | 韋家輝                       | 獲獎 |
| 2023 | 2022年度香港電影導演會年度大獎 | 最佳男主角         | 劉青雲                       | 獲獎 |
| 2023 | 第36屆華鼎獎                   | 華語最佳影片       | 《神探大戰》                 | 提名 |
| 2023 | 第36屆華鼎獎                   | 華語電影最佳導演   | 韋家輝                       | 提名 |
| 2023 | 第36屆華鼎獎                   | 華語電影最佳男主角 | 劉青雲                       | 提名 |
| 2023 | 第36屆華鼎獎                   | 華語電影最佳女主角 | 蔡卓妍                       | 獲獎 |
| 2023 | 第41屆香港電影金像獎           | 最佳電影           | 《神探大戰》                 | 提名 |
| 2023 | 第41屆香港電影金像獎           | 最佳導演           | 韋家輝                       | 獲獎 |
| 2023 | 第41屆香港電影金像獎           | 最佳編劇           | 韋家輝、陳偉斌、麥天樞       | 獲獎 |
| 2023 | 第41屆香港電影金像獎           | 最佳男主角         | 劉青雲                       | 獲獎 |
| 2023 | 第41屆香港電影金像獎           | 最佳攝影           | 鄭兆強                       | 獲獎 |
| 2023 | 第41屆香港電影金像獎           | 最佳剪接           | 大衛‧理察森、梁展綸          | 提名 |
| 2023 | 第41屆香港電影金像獎           | 最佳美術指導       | 蔡慧妍                       | 提名 |
| 2023 | 第41屆香港電影金像獎           | 最佳服裝造型設計   | 張世傑、鄧汝好               | 提名 |
| 2023 | 第41屆香港電影金像獎           | 最佳動作設計       | 黃偉亮                       | 提名 |
| 2023 | 第41屆香港電影金像獎           | 最佳音響效果       | 鄭名輝、譚景華、楊智超       | 提名 |
| 2023 | 第41屆香港電影金像獎           | 最佳視覺效果       | 馬永安、陳華、王耀昌、鍾偉新 | 提名 |

## 相關電影
- 《神探》

## 外部連結
- 神探大戰的Facebook專頁
- WMOOV電影上《神探大戰 （页面存档备份，存于）》的資料（中文）
- Yahoo奇摩電影上《神探大戰》的資料（繁體中文）
- 開眼電影網上《神探大戰》的資料（繁體中文）
- 香港影庫上《神探大戰》的資料（繁體中文）
- 豆瓣电影上《神探大戰》的資料 （简体中文）
- 时光网上《神探大戰》的資料（简体中文）
- 互联网电影数据库（IMDb）上《神探大戰》的资料（英文）